# کولن هسکل
کولن هسکل (انگلیسی: Colleen Haskell؛ زادهٔ ۶ دسامبر ۱۹۷۶) یک هنرپیشه اهل ایالات متحده آمریکا است.    
وی همچنین درفیلم ￼￼حیوان ایفای نقش کرده است. 